# Rho Phoenicis
Rho Phoenicis är en pulserande variabel av Delta Scuti-typ (DSCT) i stjärnbilden Fenix.
Stjärnan varierar mellan visuell magnitud +5,20 och 5,26 med en period av 0,119682 dygn eller 2,8724 timmar.